# 山口県道111号岩国美和線
山口県道111号岩国美和線（やまぐちけんどう111ごう いわくにみわせん）は、山口県岩国市を通る一般県道である。

## 概要
岩国市多田から岩国市美和町西畑に至る。

### 路線データ
- 起点：岩国市阿品（岩国市阿品交差点[注釈 1]、山口県道59号岩国錦線交点）
- 終点：岩国市美和町西畑（山口県道・広島県道2号岩国佐伯線交点）

## 歴史
- 1958年（昭和33年）10月1日 - 山口県告示第644号の2により認定される。
- 1972年（昭和47年） - 山口県の県道番号再編により現行の県道番号に変更される。
- 2006年（平成18年）3月20日 - 岩国市と玖珂郡に属する町村（和木町を除く）が対等合併して改めて岩国市が発足したことに伴い全線が岩国市域のみを通る路線になり、併せて終点の地名表記が変更される（玖珂郡美和町生見→岩国市美和町生見）。

## 路線状況

### 重複区間
- 山口県道135号北中山岩国線（岩国市美和町大根川（おおねがわ） - 岩国市美和町渋前（しぶくま））

### 道路施設

#### トンネル
- 松尾トンネル：延長657 m、1984年（昭和59年）竣工、岩国市多田 - 岩国市美和町長谷
- 美和トンネル：延長418 m、1984年（昭和59年）竣工、岩国市美和町大根川（おおねがわ） - 岩国市美和町佐坂（さざか）

## 地理

### 通過する自治体
- 山口県
  - 岩国市

### 交差する道路
| 交差する道路                           | 交差する場所               | 交差する場所            |
| -------------------------------------- | -------------------------- | ----------------------- |
| 山口県道59号岩国錦線                   | 阿品                       | 岩国市阿品交差点 / 起点 |
| 山口県道135号北中山岩国線 重複区間起点 | 美和町大根川（おおねがわ） |                         |
| 広島県道・山口県道116号大竹美和線      | 美和町佐坂（さざか）       |                         |
| 山口県道135号北中山岩国線 重複区間終点 | 美和町渋前（しぶくま）     |                         |
| 山口県道59号岩国錦線                   | 美和町渋前                 | [ 注釈 2 ]              |
| 山口県道・広島県道2号岩国佐伯線        | 美和町西畑                 | 終点                    |

### 沿線
- 岩国市役所 藤河出張所
- 岩国市立美和図書館
- 美和文化会館（ハーモニーみわ）
- 山口県立岩国高等学校坂上分校
- 美和ゴルフクラブ
- 岩国市立美和病院

### 峠
- 松尾峠（岩国市多田 - 岩国市美和町長谷[注釈 3]）